# 中村葉月
中村 葉月（なかむら はづき、1997年8月12日 - ）は、日本のフリーアナウンサー。

## 来歴・人物
佐賀県佐賀市出身。佐賀県立致遠館中学校・高等学校の時から放送部に在籍。大学は福岡女子大学に進学。ゼミで出会ったバングラデシュ人の語る戦争体験を聞き「渦中にいる人、体験した人の声には力があり、広く伝える必要があると感じ」憧れであったアナウンサーを明確な目標と捉えるようになる。3年時に佐賀市観光親善大使に就任した。2020年テレビ長崎に入社。
2023年12月、公式X（旧Twitter）を開設。
2024年3月20日に夕方のニュース番組「マルっと!」内において、3月いっぱいでテレビ長崎を退職することを発表。その翌日には同局アナウンスサイトにて退職の報告を行った。
2024年3月29日、本人公式InstagramにおいてYouTubeチャンネルを開設したことを発表。また、4月1日20時に公開される動画にて今後についての報告を行うとの発表も同時に行われた。

## 過去の担当番組
- マルっと! - ニュースキャスター（月曜 - 水曜、2022年10月 - 2024年3月）
- KTNニュース